# Artist in residence

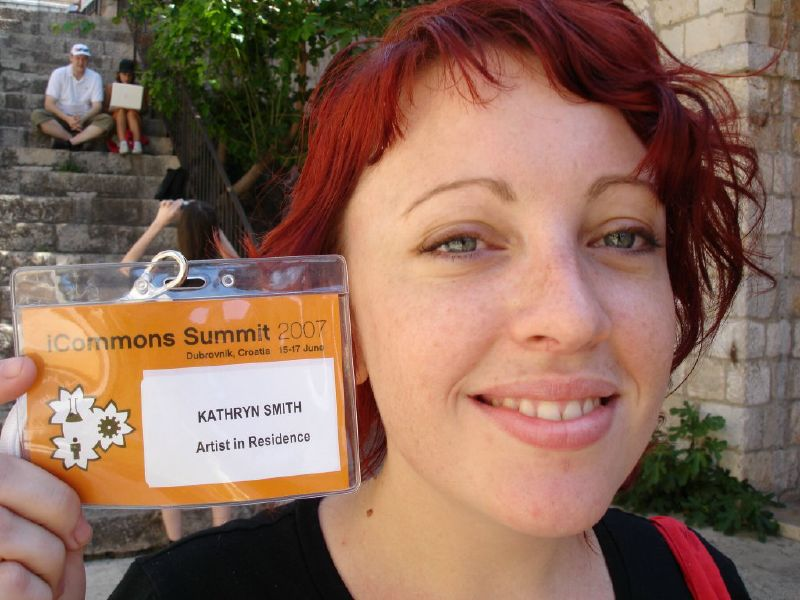
Artist in residence Kathryn Smith, Zuid-Afrika

Een artist in residence (Engels voor "kunstenaar in residentie"/"kunstenaar in (tijdelijke) verblijfplaats") of writer in residence (Engels voor "schrijver in residentie" of "schrijver in (tijdelijke) verblijfplaats") is een kunstenaar (of curator) of schrijver die op uitnodiging tijdelijk een woon- en werkplek betrekt buiten de eigen bekende omgeving. Dit geeft kunstenaars de gelegenheid om onderzoek te doen, nieuw werk te creëren of tentoonstellingen voor te bereiden. Soms staat ook het ontmoeten van andere kunstenaars, materialen of leefomgevingen en/of culturen centraal.
De artist-in-residence-programma's worden vaak opgezet door culturele instellingen en universiteiten en soms door gespecialiseerde fondsen die zijn opgezet om uitwisselingsprogramma's te ondersteunen. De relatie tussen de 'bewoner' en de gastvrije, ontvangende organisatie is vaak een belangrijk aspect van een programma. Soms zijn de tijdelijke bewoners betrokken bij een lokale gemeenschap door het geven van presentaties of workshops, of door samen te werken met lokale kunstenaars of het grote publiek. Andere locaties zijn juist afgelegen, om geconcentreerd te kunnen werken en te reflecteren.
De term wordt ook gebruikt door muziekfestivals als aanduiding voor de musicus die in de tijdelijke rol van artistiek leider de andere artiesten heeft uitgenodigd om mee op te treden. Daarnaast wordt de term gebruikt voor een voor die specifieke festivaleditie gezichtsbepalend musicus of ensemble, zoals de composer in residence (de componist van wie veel werk uitgevoerd wordt in het festival) of het ensemble in residence (het muziekensemble dat veel optreedt tijdens het festival; de term wordt echter ook wel gebruikt in de betekenis van het "huisensemble", dus juist behorend bij het festival).
De Europese Unie publiceerde in 2014 het beleidshandboek voor artists in residence, het Policy Handbook on Artists' Residencies. In het handboek werd beschreven hoe verschillende instellingen binnen Europa omgaan met artist-in-residence-programma's, en werden richtlijnen gegeven om tot goed beleid te komen en dat beleid uit te voeren, bijvoorbeeld de richtlijn om met alle partijen tot een duidelijk omschreven doel te komen, om goede afspraken te maken over te volgen of te geven trainingen en workshops, vast te leggen hoe wie op welke wijze documentatie over de residentie bijhoudt en hoe er wordt geëvalueerd. In het handboek staat het voorstel om de communicatie binnen nationale overheden te verbeteren op alle niveaus (gemeenten, provincies, landelijke overheid) om tot een samenhangende strategie te komen voor artists in residence.